# 马列主义共产党 (土耳其)
马列主义共产党（土耳其語：Marksist-Leninist Komünist Partisi，缩写为MLKP）是土耳其的一个非法的共产主义政党，倾向霍查派。
该党成立于1994年9月10日，由土耳其共产党/马列—运动和土耳其共产主义工人运动合并而成，当时取名为马列主义共产党—成立。1995年9月，该党召开第一次代表大会。会上，土耳其共产党/马列（新建设组织）正式并入该党，该党还将名字改为“马列主义共产党”。
该党自成立以来，一直处于非法状态，只能进行地下活动。2010年，该党建立了合法组织被压迫者社会党。
从2012年起，该党向罗贾瓦（叙利亚库尔德斯坦）的人民保护部队派遣志愿者，参与叙利亚内战。2015年6月10日，该党和其它在罗贾瓦协助人民保卫军战斗的左翼团体共同组织了国际自由营。